# Classe Evstafij
La classe Evstafij consisteva in una coppia di corazzate pre-dreadnought della Marina Imperiale Russa costruite negli anni precedenti alla prima guerra mondiale per la Flotta del Mar Nero. Erano versioni leggermente ingrandite della corazzata russa Potemkin, con maggior corazzatura e armamento. Le esperienze della guerra russo-giapponese (1904-1905) portarono a diverse alterazioni del progetto originale, fatto che ritardò notevolmente il loro completamento.
Si trattava delle navi più moderne della Flotta del Mar Nero all'inizio della prima guerra mondiale: ne formarono il nucleo principale durante il primo anno delle ostilità, prima  dell'entrata in servizio delle Dreadnought. Durante la battaglia di Capo Saryč, poco dopo la dichiarazione di guerra dell'Impero russo a quello ottomano, obbligarono l'incrociatore da battaglia tedesco SMS Goeben al disingaggio. Entrambe le navi compirono diversi bombardamenti contro le fortificazioni lungo il Bosforo nel 1915. Durante uno di essi vennero ingaggiate del Goeben, riuscendo a scacciarlo.
Successivamente la nave eponima Evstafij e la gemella  Ioann Zlatoust vennero impegnate in ruoli secondari a causa della citata entrata in servizio (tardo 1915) delle dreadnought classe Imperatrica Marija, per essere quindi assegnate alla riserva di Sebastopoli nel 1918. Entrambe le navi vennero catturate nel maggio 1918 con la conquista tedesca della città, per poi entrare in possesso delle potenze della Triplice intesa dopo l'armistizio di Compiègne del novembre di quell'anno.
I loro motori vennero distrutti dalle forze britanniche in ritirata per impedire la loro conquista da parte dell'Armata Rossa e quindi il loro uso dei Bolscevichi contro i Bianchi durante la guerra civile russa. Abbandonate nel 1920 dopo l'evacuazione delle truppe Bianche dalla Crimea, vennero demolite nel 1923.